# 千葉県立長生特別支援学校
千葉県立長生特別支援学校（ちばけんりつ ちょうせいとくべつしえんがっこう）は、千葉県長生郡一宮町に所在する特別支援学校。知的障害教育部門と肢体不自由教育部門を併置し、学部は小学部・中学部・高等部を設置している。

## 沿革
- 1973年（昭和48年） - 千葉県立桜が丘養護学校茂原分校として開校[1]。
- 1977年（昭和52年） - 千葉県立茂原高等学校旧校舎を仮校舎とし、『千葉県立長生養護学校』として独立開校。
- 1978年（昭和53年） - 現在地に移転。
- 2007年（平成19年） - 『千葉県立長生特別支援学校』に校名変更。

## 児童・生徒数
63名（令和7年）

## 学校間交流
- 一宮町立東浪見小学校[3]
- 一宮町立一宮中学校
- 長生村立長生中学校

## 通学区域
知的障害教育部門
一宮町、睦沢町、長生村、長柄町、長南町
肢体不自由教育部門
一宮町、睦沢町、長生村、長柄町、長南町、勝浦市、いすみ市、大多喜町、御宿町

## 受賞
- 「1.17防災未来賞 ぼうさい甲子園」において
  - 2012年、2018年、2019年に「津波ぼうさい賞」を受賞
  - 2020年に「優秀賞」を受賞
- 「学校保健及び学校安全表彰」において
  - 2021年に「文部科学大臣表彰」を受賞
  - 2024年に「内閣総理大臣表彰」を受賞
- 「魅力ある県立学校づくり大賞」において
  - 2021年および2023年に「優秀賞」を受賞[3]

## 所在地
〒299-4303　千葉県長生郡一宮町東浪見6767ｰ7

## アクセス
- JR外房線「上総一ノ宮駅」より徒歩50分